# Балог-над-Іпеллю
Балог-над-Іпеллю (словац. Balog nad Ipľom) — село, громада округу Вельки Кртіш, Банськобистрицький край, центральна Словаччина, регіон Новоград. Кадастрова площа громади — 8,35 км².
Населення 774 осіб (станом на 31 грудня 2024 року).

## Історія
Балог-над-Іпеллю вперше згадується в 1232 році.

## Населення
| Рік:            | 1994. | 2004.   | 2014.   | 2024.   |
| --------------- | ----- | ------- | ------- | ------- |
| Кількість осіб: | 835   | 826     | 833     | 774     |
| Різниця:        |       | -1,07 % | +0,84 % | -7,08 % |

| Рік:            | 2023. | 2024.   |
| --------------- | ----- | ------- |
| Кількість осіб: | 763   | 774     |
| Різниця:        |       | +1,44 % |